# Estación San Bernardo (Sarmiento)
San Bernardo es una estación ferroviaria del Ferrocarril Domingo Faustino Sarmiento de la Red Ferroviaria Argentina, en el ramal que une las estaciones de Once y Pehuajó.

## Servicios
Desde agosto de 2015 no se prestan servicios de pasajeros. Sus vías están concesionadas a la empresa de cargas Ferroexpreso Pampeano.

## Historia
Este pueblo nació alrededor de la estación Guanaco, habilitada en julio de 1889 por el Ferrocarril del Oeste luego Sarmiento. El nombre San Bernardo recuerda a Bernardo Garat, quien donó los terrenos para la estación. Don Juan Drysdale, que tenía el campo San Juan y dueño de más de 40.000 has en la zona, cede el terreno donde se construye la estación Guanaco, marca de sus molinos que importaba de Francia.

## Ubicación
Se ubica a 25 km de la ciudad cabecera de partido, Pehuajó.